# مسجد الشيخة سلامة
مسجد الشيخة سلامة هو أكبر مساجد مدينة العين الإماراتية أنشئ عام 1981م، يقع في وسط مركز مدينة العين، وأُعيد بناء المسجد بطراز جديد ومختلف عما كان عليه في عام 2011. تبلغ مساحة المسجد 17 ألفاً و500 متر مربع، ويتسع لـ 5000 مصل، يسع المصلى الداخلي 3100 مصل، والصحن الخارجي (مزود بمظلات متحركة ) ويتسع لـ 1125 مصل، كما يضم الدورالعلوي قاعة مصلى للنساء، تسع 640 مصلية. ويضم 1000 موقف للسيارات.

## الجوائز
فاز مسجد الشيخة سلامة بجائزة الهندسة المعمارية العربية في السعودية لعام 2017.